# Armand Gensonné
Armand Gensonné (10. srpna 1758 Bordeaux – 31. října 1793 Paříž) byl francouzský politik v období Velké francouzské revoluce.

## Život
Narodil se roku 1758 v Bordeaux v rodině vojenského chirurga. Po studiích práv se stal advokátem u provinčního soudu v Bordeaux. Roku 1791 byl zvolen do zákonodárného shromáždění. Jako zpravodaj diplomatického výboru Národního shromáždění hrál zásadní roli ve vyhlášení války evropským zemím a v obvinění bratrů Ludvíka XVI. Připojil se k politickému uskupení girondistů a stal se jedním z jejich vůdců. Odsoudil útok na Tuilerijský palác i zářijové masakry roku 1792. Hlasoval pro smrt krále s možností odvolání k lidu. Roku 1793 získal na čas funkci předsedy konventu a křeslo ve výboru pro veřejnou bezpečnost. Vedl boj umírněných girondistů proti radikálním montagardům, který však prohrál. V červnu 1793 byl spolu s ostatními girondisty svržen, zatčen, odsouzen k smrti a 24. října 1793 popraven.